# Luti Chroma
Luti Chroma è stato un gruppo rock, formatosi a Bologna alla fine degli anni settanta. Il gruppo realizzò tre dischi e una musicassetta e si guadagnò un posto tra le band più conosciute della scena rock bolognese degli anni ottanta.

## Storia

### Periodo di attività
Il debutto discografico avvenne nel 1978, anno in cui vengono dati alle stampe Lucy Foster e la musicassetta Luti Chroma.
Il 2 aprile 1979 i Luti Chroma partecipano al Bologna Rock, un festival che si svolse al Palasport e che vedeva sul palco i migliori gruppi dell'allora scena punk rock e new wave bolognese. Fra questi vi erano i Windopen, Gaznevada, Skiantos, Bieki, Naphta, Confusional Quartet, Andy J. Forest, Frigos e Cheaters.
Il 1980 è l'anno dei dischi Siamo Tutti Dracula e Luti Chroma che regalarono maggiore notorietà al gruppo, segnandone anche lo scioglimento. Il gruppo ha inciso per l'etichetta Harpo's Bazaar (in seguito Italian Records) e per la WEA.

### Il dopo Luti Chroma
Dopo l'esperienza Luti Chroma, i musicisti della band hanno continuato la carriera musicale: Tullio Ferro compone brani (alcuni divenuti veri e propri successi) per artisti come Vasco Rossi e Lucio Dalla; Mauro Patelli suona stabilmente da trent'anni con Luca Carboni ed Ignazio Orlando da una ventina di anni; Giovanni Pezzoli e Gaetano Curreri hanno fondato gli  Stadio; Massimo Cappa ha suonato in tour con Gianna Nannini, Lucio Dalla e ha sostituito temporaneamente Pezzoli come batterista degli Stadio, a Sanremo 1984 e in vari passaggi tv, visto l'infortunio all'occhio capitato al collega poche settimane prima del Festival; il nome di Leo Tormento Pestoduro è legato agli Skiantos..
Nel 2003, Oderso Rubini e Andrea Tinti hanno pubblicato presso Arcana Editore il libro "Non disperdetevi. 1977-1982 San Francisco, New York, Bologna. Le città libere del mondo" che documenta il fermento culturale che animò Bologna nei primi anni '80, e che contiene anche un doppio cd con le esibizioni live delle band durante la manifestazione "Bologna Rock '80". I Luti Chroma sono presenti all'interno del volume e con due brani nel cd allegato.

## Formazione
- Franco Saccà - voce
- Tullio Ferro – chitarra, voce
- Mauro Patelli – chitarra, voce
- Ignazio Orlando – basso
- Gaetano Curreri - tastiere
- Stefano Sorace - batteria

Alla batteria si alternarono diversi strumentisti quali Giovanni Pezzoli, Leo Tormento Pestoduro Ghezzi, Massimo Cappa, Roberto Bovini, Stefano Sorace, Lino Prencipe, Renato Raineri e Gianni Cuoghi.

## Discografia

### Album in studio
- 1978 - Luti Chroma
- 1980 - Luti Chroma

### Singoli
- 1978 - Lucy Foster
- 1980 - Siamo tutti Dracula